# Ocupación japonesa de Tailandia

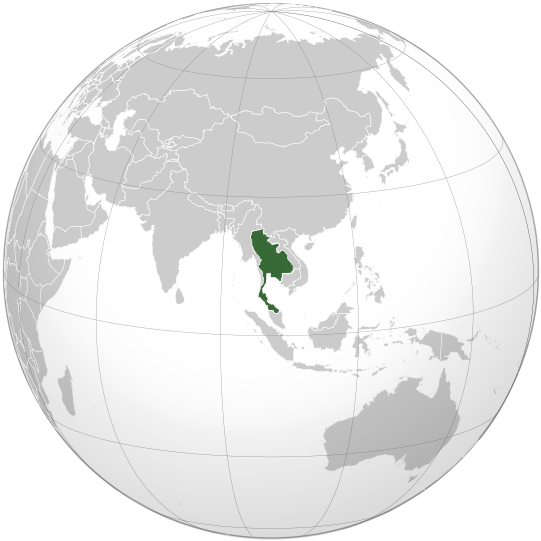
Tailandia durante la Segunda Guerra Mundial.

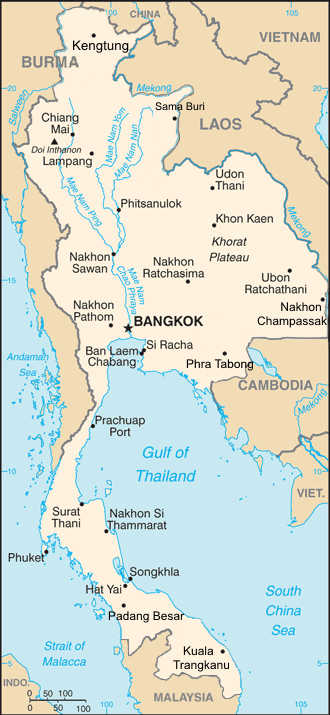
Territorios y fronteras de Tailandia durante la Segunda Guerra Mundial

La ocupación japonesa de Tailandia fue llevada a cabo durante la Segunda Guerra Mundial desde la invasión de 1941 hasta la derrota japonesa en 1945.  Al inicio de la Guerra del Pacífico, el Imperio japonés se apoyó en los tailandeses para permitir el paso de sus tropas en su camino para invadir a Birmania y Malasia, que estaban ocupadas por el Reino Unido.  Esto no era apoyado por gran parte de la población, pero el gobierno tailandés creyó que era preferible a una conquista japonesa pura. 
Aunque Tailandia se mantuvo independiente, con control total sobre sus fuerzas armadas y Ministerio del Interior, los japoneses deseaban una relación bilateral sustancialmente similar a la existente con el estado títere de Manchukuo, lo que significaba que las relaciones bilaterales entre los dos países rara vez serían mutuamente beneficiosas.
Un movimiento de resistencia bien organizado, con el apoyo de funcionarios del gobierno aliado con el regente Pridi Phanomyong, se activó a partir de 1942. Los partidarios proporcionaron valiosos servicios de espionaje para los aliados, así como la realización de algún sabotaje, y en 1944 ayudó a diseñar la caída de Phibun. Es por esta razón por la que Tailandia recibió poco castigo por su papel durante la guerra bajo Phibun.

## Antecedentes
Al comienzo de la Segunda Guerra Mundial, un gobierno autoritario dominado por un grupo de funcionarios y oficiales del Ejército dominaba Tailandia. El primer ministro era Plaek Phibunsongkhram, un Oficial del Ejército Tailandés que compartía la admiración de muchos de sus compatriotas por el fascismo y el rápido ritmo de desarrollo nacional que este parecía permitir. Phibun intensificó el militarismo y el nacionalismo tailandés, al tiempo que desarrollaba un culto a la personalidad mediante el uso de técnicas modernas de propaganda. 
El régimen también revivió las reclamaciones irredentistas, fomentó un sentimiento antifrancés y reivindicó la recuperación de los antiguos territorios tailandeses en Camboya y Laos. En busca de apoyo contra Francia, Phibun estrechó relaciones con Japón. Frente a la oposición estadounidense y a la vacilación británica, Tailandia acudió a Japón lograr ayuda en la disputa con la Indochina francesa. Aunque los tailandeses compartían en general el objetivo territorial del primer ministro, el entusiasmo de Phibun por los japoneses no lo compartían ni el regente Pridi Phanomyong ni muchos de los conservadores, que veían con recelo la política exterior de aquel. 
Las escaramuzas entre unidades tailandesas y francesas que tuvieron lugar en la frontera con Indochina en octubre de 1940 precedieron a la invasión tailandesa de Laos y Camboya en enero de 1941. Aunque las fuerzas francesas sufrieron mucho en tierra y no pudieron evitar la pérdida de los territorios disputados, su marina de guerra logró infligir una derrota a la flota principal de Tailandia en Koh Chang, lo que llevó a los japoneses a intervenir para mediar en el conflicto.
Japón utilizó su influencia con el régimen francés de Vichy para obtener concesiones para Tailandia. Como resultado, Francia aceptó en marzo de 1941 ceder cincuenta y cuatro mil kilómetros cuadrados de territorio de Laos, al oeste del Mekong, y la mayoría de la provincia camboyana de Battambang a Tailandia. La recuperación del territorio perdido y la aparente victoria del régimen sobre una potencia colonial europea aumentaron el prestigio de Phibun. 
Pero debido a que Japón quería mantener tanto su relación con Vichy como el equilibrio en la zona, los tailandeses se vieron obligados a aceptar solo una cuarta parte del territorio que habían reclamado a los franceses, además de tener que pagar seis millones de piastras como gesto de compensación. Esto causó el empeoramiento de las relaciones bilaterales con Japón y Phibun, decepcionado por la actitud japonesa, trató de congraciarse con los británicos y los estadounidenses, con la esperanza de prevenir la invasión del país por el Japón, que le parecía inminente.

## La invasión
El 8 de diciembre de 1941, después de varias horas de enfrentamientos entre soldados tailandeses y japoneses, Tailandia tuvo que acceder a la exigencia japonesa de poder atravesar el país para que sus fuerzas pudiesen alcanzar Birmania y Malaya. Phibun aseguró al país que la acción japonesa había sido acordada previamente con el Gobierno tailandés, que había otorgado su permiso.

## Alianza con Japón

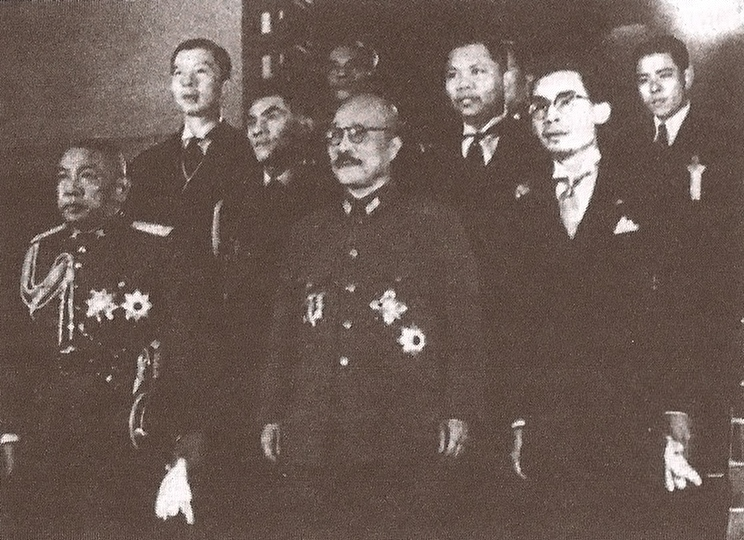
Phot Phahonyothin (a la izquierda) con Hideki Tōjō (en el centro) en Tokio en 1942.

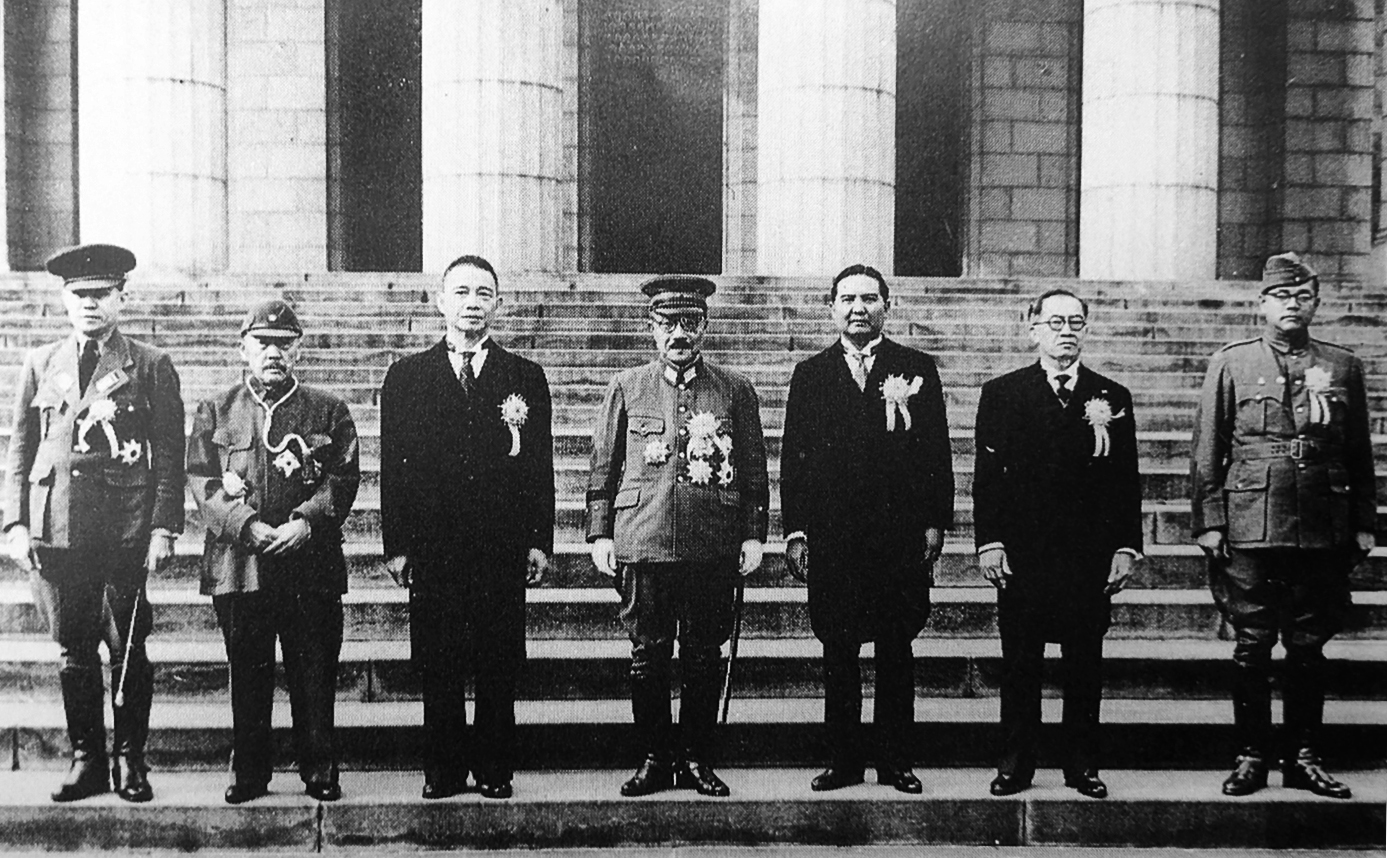
La Conferencia de la Gran Asia Oriental de noviembre de 1943, De izquierda a derecha: Ba Maw, Zhang Jinghui, Wang Jingwei, Hideki Tojo, Wan Waithayakon, José P. Laurel y Subhas Chandra Bose.

Los dos países firmaron una alianza militar el 21 de diciembre de 1941. El acuerdo, revisado el 30 de diciembre, dio el pleno acceso a los ferrocarriles, carreteras, aeropuertos, bases navales, almacenes, sistemas de comunicaciones, y en los cuarteles tailandeses. Para facilitar una mayor cooperación económica, Pridi se retiró del gabinete y se le ofreció un puesto en el Consejo de Regencia, un organismo sin poder político que sustituía al rey.
Más tarde, como resultado de la presión japonesa, el Gobierno tailandés declaró la guerra al Reino Unido y a los Estados Unidos el 25 de enero de 1942. Los japoneses propusieron la adhesión del país al Pacto Tripartito, junto con la de Manchukuo y la del Gobierno nacionalista de Nankín de Wang Jingwei. El Gobierno tailandés, temeroso de que la guerra se prolongase y esto produjese graves problemas económicos, trató de oponerse a rubricar el pacto, pero finalmente no pudo resistir la presión japonesa. La insistencia japonesa disgustó al Gobierno tailandés, que mostró su desacuerdo ausentándose de la Conferencia de la Gran Asia Oriental de 1942.
Japón recompensó a Tailandia por la estrecha cooperación de Phibun durante los primeros años de la guerra con la devolución de territorios que en el pasado habían estado bajo control de Bangkok, como los cuatro Estados malayos más septentrionales. Además, Japón permitió que el Ejército de Phayap tailandés ocupase y se anexionase los estados shan del noreste de Birmania. A su vez, Japón, desplegó ciento cincuenta mil soldados en territorio tailandés y construyó el famoso Ferrocarril de Birmania que atravesaba el país y se realizó con trabajadores asiáticos y prisioneros de guerra aliados.  
Aunque la mayoría de los tailandeses quedaron deslumbrados por la sucesión de brillantes victorias japonesas de principios de 1942, a finales del año se extendió el resentimiento generalizado entre la población como consecuencia de la arrogante conducta japonesa y de los problemas económicos causados por la contienda. Incluso durante las primeras etapas de la guerra surgieron fricciones por cuestiones tales como la confiscación de las propiedades aliadas, los asuntos económicos y monetarios, así como el tratamiento de la minoría china de Tailandia.
Desde el comienzo, hubo una intensa competición por hacerse con el control de los aserraderos y los bosques de teca de propiedad británica, a la que se unieron disputas similares por controlar las instalaciones energéticas y portuarias del enemigo en territorio tailandés. Otros problemas eran más graves. Durante un tiempo, Alemania siguió comprando productos locales pero, cuando la exportación se volvió imposible, Japón se convirtió en el único socio comercial importante del país. Tailandia dependía además de los japoneses para proveerse de los bienes de consumo que antes importaba de Europa y de los Estados Unidos, mercancías que el Japón proporcionaba cada vez con mayores dificultades según la guerra avanzaba. La escasez de productos básicos se extendió rápidamente, lo que condujo a la inflación y al empeoramiento del nivel de vida. Por añadidura, los japoneses habían reclamado enérgicamente el derecho a importar mercancías sin pagar aranceles, lo que reducía considerablemente los ingresos del gobierno tailandés.

## Tensiones bilaterales y desprestigio de Phibun

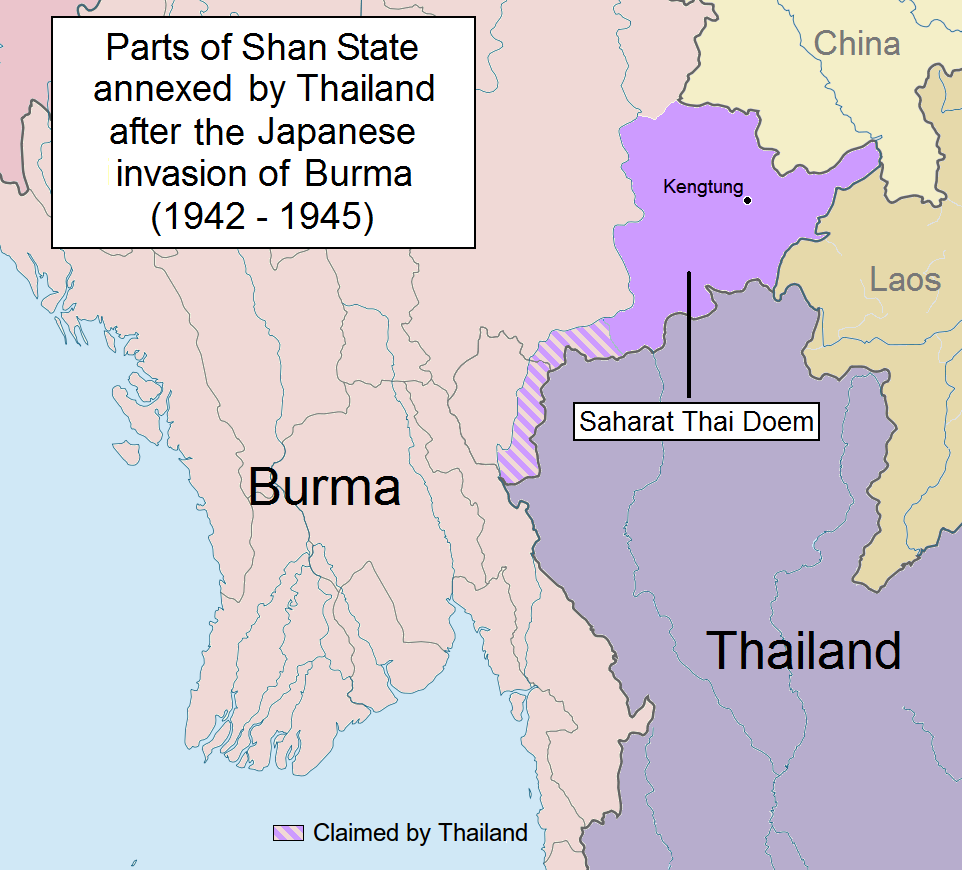
Estados birmanos ocupados por Tailandia durante la Segunda Guerra Mundial.

Las tensiones llegaron a su punto culminante en diciembre de 1942, cuando se produjo un tiroteo entre tropas japonesas y civiles y policías tailandeses en Ratchaburi. Aunque el incidente de Ban Pong se resolvió rápida y pacíficamente, sirvió como «señal de alarma que alertó a Tokio ante la gravedad de los problemas en Tailandia». Tokio reacción enviando al general Aketo Nakamura al frente del nuevo Ejército de Guarnición de Tailandia. La capacidad de Nakamura para comprender el punto de vista tailandés y su personalidad afable ayudaron de manera significativa a mejorar las relaciones bilaterales.
Esta postura más conciliadora se produjo en un momento en que el curso de la guerra comenzaba a volverse adverso a Japón, algo que muchos reconocieron en el gobierno de Tailandia. Dándose cuenta de que los aliados habían tomado la iniciativa en la contienda, Phibun, consciente de la delicada situación en que su relación con Tokio le había colocado, comenzó a distanciarse de los japoneses. En enero de 1943, ordenó a dos mandos del Ejército de Phayapque organizasen la liberación de un grupo de prisioneros de guerra chinos como gesto de buena voluntad hacia las autoridades de Chungking, con la esperanza de que esto le permitiese comenzar negociaciones secretas con estas.
La fortaleza del primer ministro fue desvaneciéndose rápidamente. La confianza del pueblo, menguada ya por las medidas internas de Phibun, se resintió por la incapacidad gubernamental de poner fin a los bombardeos aliados de Bangkok. Su ausencia frecuente de Bangkok minó la moral del pueblo y la población reacción con desconcierto casi universal y descontento ante el repentino anuncio de la evacuación de la capital y el traslado de sus habitantes al norte, a la zona de Phetchabun, infestada de malaria. Además del rechazo popular, Phibun tuvo que enfrentarse también con la hostilidad creciente de las clases privilegiadas del reino, que rechazaban su trato a los disidentes del Consejo de Ministros; los descontentos se fueron reuniendo en torno a la figura de Pridi. Incluso los japoneses se mostraron desencantados con Phibun. Tokio temía que el traslado de la capital fuese parte de una maniobra militar en su contra tramada por el primer ministro. Esto se debía a que la única ventaja de instalar la capital en Phetchabun era su carácter de fortaleza montañosa de difícil acceso donde se encontraba desplegado el grueso del Ejército tailandés: en efecto, la única comunicación por ferrocarril se encontraba a medio día de camino, en Phitsanulok.
Coincidiendo con el comienzo de los esfuerzos Phibun para distanciarse de los japoneses y sus frecuentes y prolongados viajes a las provincias, tuvo lugar la caída de Benito Mussolini en Italia, un acontecimiento que conmocionó a la elite tailandesa, que convocó una reunión de emergencia del gabinete para tratar la situación de la guerra europea. Pronto surgió la comparación con Italia: «Badoglio» se convirtió en una figura popular y el Reichsmarschall Göring avisó al representante japonés en Berlín de que Tokio debía vigilar estrechamente a Bangkok para evitar que se transformase en la «Italia de Oriente».
Sin embargo, y a pesar del descontento tailandés y de la desconfianza japonesas hacia Phibun, su caída aún tardó un año en producirse.

## Resistencia
Mientras que el embajador de Tailandia en Londres emitió la declaración de guerra de Tailandia al gobierno británico, el embajador de Tailandia en Washington D. C., Seni Pramoj, se negó a hacerlo. En consecuencia, los Estados Unidos se abstuvieron de declarar la guerra a Tailandia. Con la asistencia estadounidense Seni, un aristócrata conservador cuyas credenciales antijaponesas estaban bien establecidas, organizó el Movimiento Tailandia Libre, reclutando estudiantes tailandeses en los Estados Unidos para trabajar con la Oficina de Servicios Estratégicos (OSS). Que Seni fue capaz de lograr esto se debió a la decisión del Departamento de Estado a actuar como si Seni siguiera representando a Tailandia, una decisión que le permitió sacar de los activos congelados de Tailandia por los Estados Unidos.
A pesar de la recíproca declaración de guerra británica, un movimiento de resistencia en paralelo fue formado por los tailandeses en el Reino Unido. Ellos se organizaron por dos estudiantes líderes, Snoh Tambuyen y Puey Ungphakorn, y fueron asistidos por los miembros de la familia real en autoexilio, incluyendo a la reina Ramphaiphanni, la viuda del rey Prajadhipok, y su hermano, el príncipe Suphasawatwongsanit Sawatdiwat.
Desde su cargo de regente en Tailandia, Pridi dirigió un movimiento clandestino que con ayuda Aliada armó a más de 50 000 tailandeses para oponerse a la ocupación japonesa hacia el final de la guerra. 
A principios de 1945, los preparativos estaban siendo activamente perseguidos por un levantamiento contra los ocupantes japoneses. Los planes para un levantamiento antijaponés se basó en el éxito de un ataque sorpresa rápido, por una unidad especial de la policía en contra de la estructura de mando japonesa. Las residencias de los oficiales principales y las facilidades de comunicación japoneses se mantuvieron bajo vigilancia. El asalto de la policía iba a ser coordinado con un ataque general por la parte mecanizada del Ejército tailandés primero contra las tropas japonesas en Bangkok. Fortificaciones, bajo la apariencia de refugios antiaéreos, habían sido excavadas en las intersecciones de las calles principales, y las tropas adicionales habían sido llevadas a la ciudad en pequeños grupos, vestidos de civil. La tarea de las fuerzas libres de Tailandia en otros lugares sería frustrar los esfuerzos de Japón para reforzar su guarnición de Bangkok mediante la reducción de líneas de comunicación y aprovechar las pistas de aterrizaje. 
Pridi tuvo que tener en cuenta que los japoneses estaban construyendo sus fuerzas en Tailandia, que se convertiría probablemente en un frente de batalla en un futuro próximo. Anteriormente la mayoría de los soldados japoneses estacionados en Tailandia tenía tropas de apoyo, pero en diciembre de 1944 el comando local había sido actualizado la condición de guarnición a un ejército de campaña. Los japoneses estaban acumulando suministros y construían fortificaciones para un último esfuerzo defensivo en Nakhon Nayok, unos cien kilómetros al noreste de Bangkok.

## Fin de la ocupación
El nuevo gobierno encabezado por Khuang Aphaiwong, un civil vinculado políticamente con los conservadores como Seni. La figura más influyente en el régimen, sin embargo, fue Pridi, cuyos puntos de vista antijaponeses son cada vez más atractivos para los tailandeses. En el último año de la guerra, los agentes aliados se dieron tácitamente el libre acceso de Bangkok. Cuando la guerra llegó a su fin, Tailandia repudió sus acuerdos durante la guerra con Japón.
Los líderes civiles, sin embargo, fueron incapaces de lograr la unidad. Después de una pelea con Pridi, Khuang fue sustituido como primer ministro por el candidato propuesto por el regente, Seni, que había vuelto a Tailandia desde su puesto en Washington D. C.. La lucha por el poder entre las facciones a finales de 1945 creó las divisiones políticas en las filas de los líderes civiles que destruyeron su potencial para hacer un frente común contra el resurgimiento de la fuerza política de los militares en los años de posguerra.
Las relaciones de posguerra con los aliados también causaron que se debilitara el gobierno civil. Como resultado de las aportaciones a los esfuerzos de guerra de los aliados por la libre circulación de Tailandia, los Estados Unidos, que a diferencia de los otros aliados nunca había estado oficialmente en guerra con Tailandia, se abstuvo de hacer frente a Tailandia como un país enemigo en las negociaciones de paz de la posguerra. Antes de firmar un tratado de paz, sin embargo, el Reino Unido exigió reparaciones de guerra en forma de arroz para su envío a Malasia y junto con Francia se negaron a permitir la admisión de Tailandia ante las Naciones Unidas (ONU) hasta que los territorios indochinos anexados durante la guerra fueran devueltos. La Unión Soviética insistió además en la derogación de la legislación anticomunista.